# Astrophytum asterias
Astrophytum asterias, conocido comúnmente como cactus erizo de mar o cactus dólar de arena, es una especie de planta suculenta perteneciente al género Astrophytum, dentro de la familia Cactaceae. No presenta espinas y se distribuye desde el sur de Texas (Estados Unidos) hasta el norte de México.

## Descripción

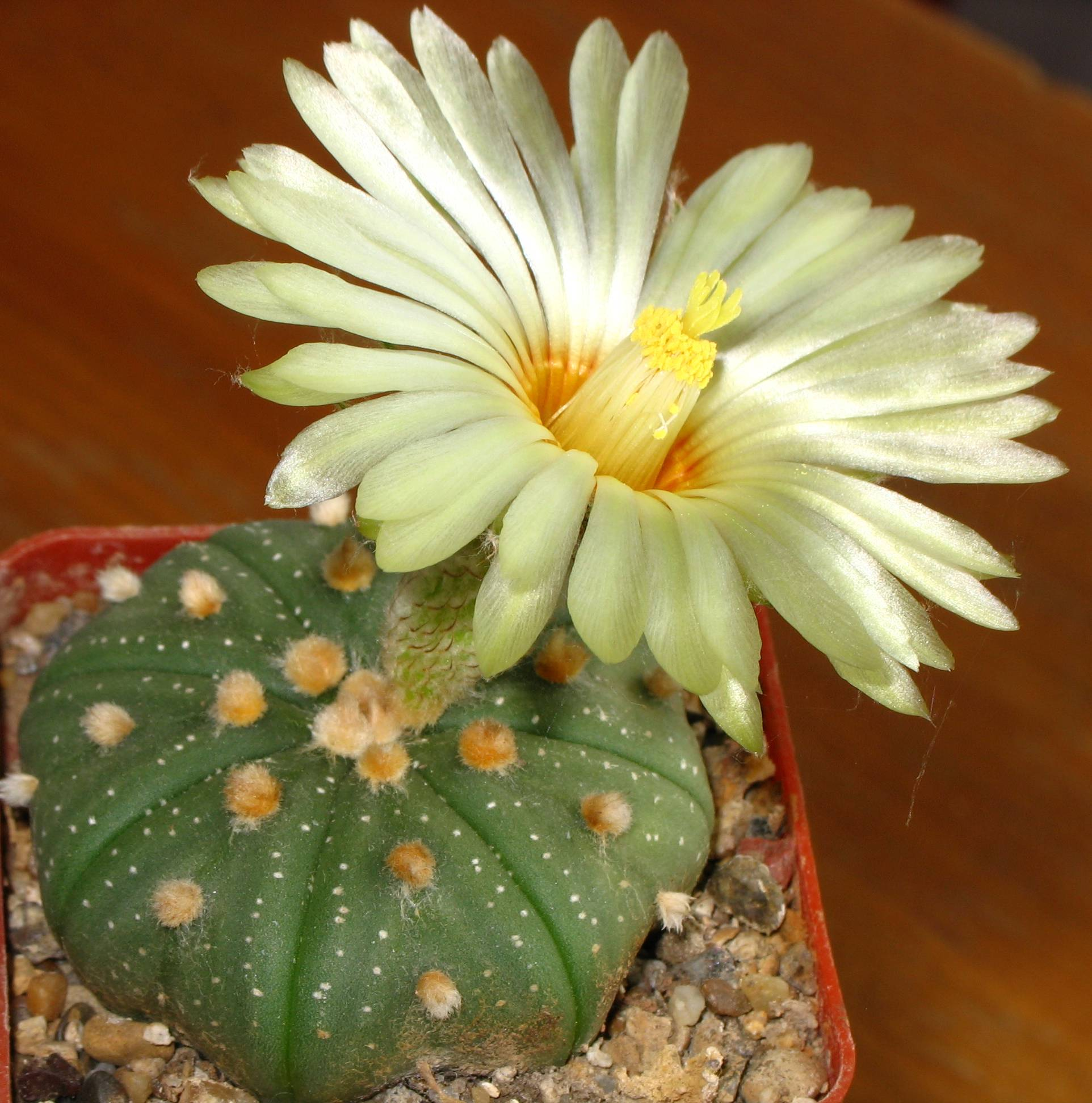
Planta en flor de la flor

Astrophytum asterias es una especie de cactus pequeño de tallo esférico, aplanado y sin espinas. Puede alcanzar una altura de 2,5 a 6 cm y un diámetro de 5 a 15 cm. El cuerpo, en forma de disco, es de color marrón verdoso y puede parecer moteado por su cubierta de escamas blancas (tricomas). 
Presenta de 7 a 10 costillas y en medio de cada una de ellas se disponen las areolas, las cuales son grandes, prominentes, esféricas, de color blanco y afieltradas o lanudas. Están distanciadas entre sí 0,5 cm y se disponen a modo de los radios de una estrella. 
Las flores de éste cactus son apicales, diurnas, con las parte externa muy lanuda. Son de color amarillo con la base roja y miden 3 cm de longitud y 6,5 cm de diámetro. Para su reproducción se lleva a cabo una polinización cruzada gracias a polinizadores como las abejas. Los frutos son ovalados y de color verde a rosado, con la capa exterior cubierta de pelos lanosos.

## Distribución y hábitat

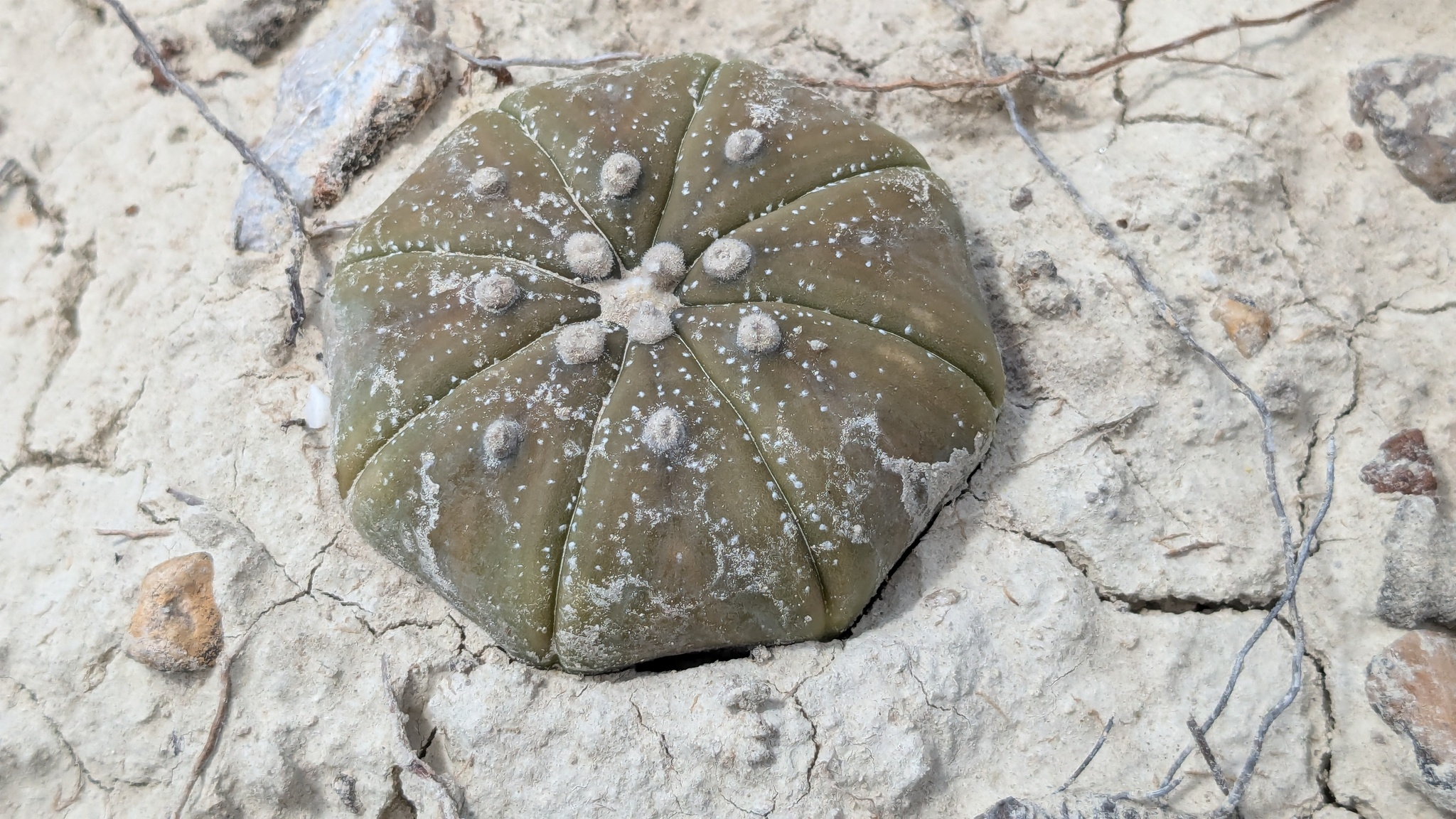
Planta en su hábitat

El área de distribución nativa de esta especie va desde el sur de Texas (Estados Unidos) hasta el noreste de México (Tamaulipas y Nuevo León) y crece principalmente en biomas desérticos o de matorrales espinosos secos y suelos rocosos. 

## Taxonomía
La primera descripción de esta especie fue como Echinocactus asterias, publicada en 1845 por el botánico alemán Joseph Gerhard Zuccarini en la revista científica Abhandlungen der Mathematisch-Physikalischen Classe der Königlich Bayerischen Akademie der Wissenschaften 4(2): 13.
Más tarde, el botánico francés Charles Lemaire trasladó la especie al género Astrophytum, por lo que pasó a llamarse Astrophytum asterias. Regitró estos cambios en el libro Les Cactées 50, publicado en 1868.
Etimología
- Astrophytum: nombre genérico que deriva de las palabras griegas astro (que significa 'estrella'), y phyton (que significa 'planta'), por lo que se puede traducir como "planta con forma de estrella", haciendo referencia a la forma estrellada de algunas especies de este género de cactus.[7]
- asterias: epíteto específico que proviene del griego ἀστερίας y que significa 'estrella', haciendo referencia al dibujo con forma de estrella que presenta el tallo de esta especie.[8][9]

Sinonimia
- Astrophitum asterias var. magnipunctatum Frič, 1925
- Astrophitum asterias var. multipunctatum Frič, 1925
- Astrophitum asterias var. nudicarpa Frič, 1925
- Astrophitum asterias var. nudum Y.Itô, 1981
- Astrophitum asterias var. pubescente Y.Itô, 1981
- Astrophitum asterias var. roseiflorum Frič, 1925
- Astrophitum asterias var. semindum Frič, 1925
- Echinocactus asterias Zucc., 1845 (basónimo)
- Echinocactus asterias var. nudus H. Moeller, 1927

## Estado de conservación

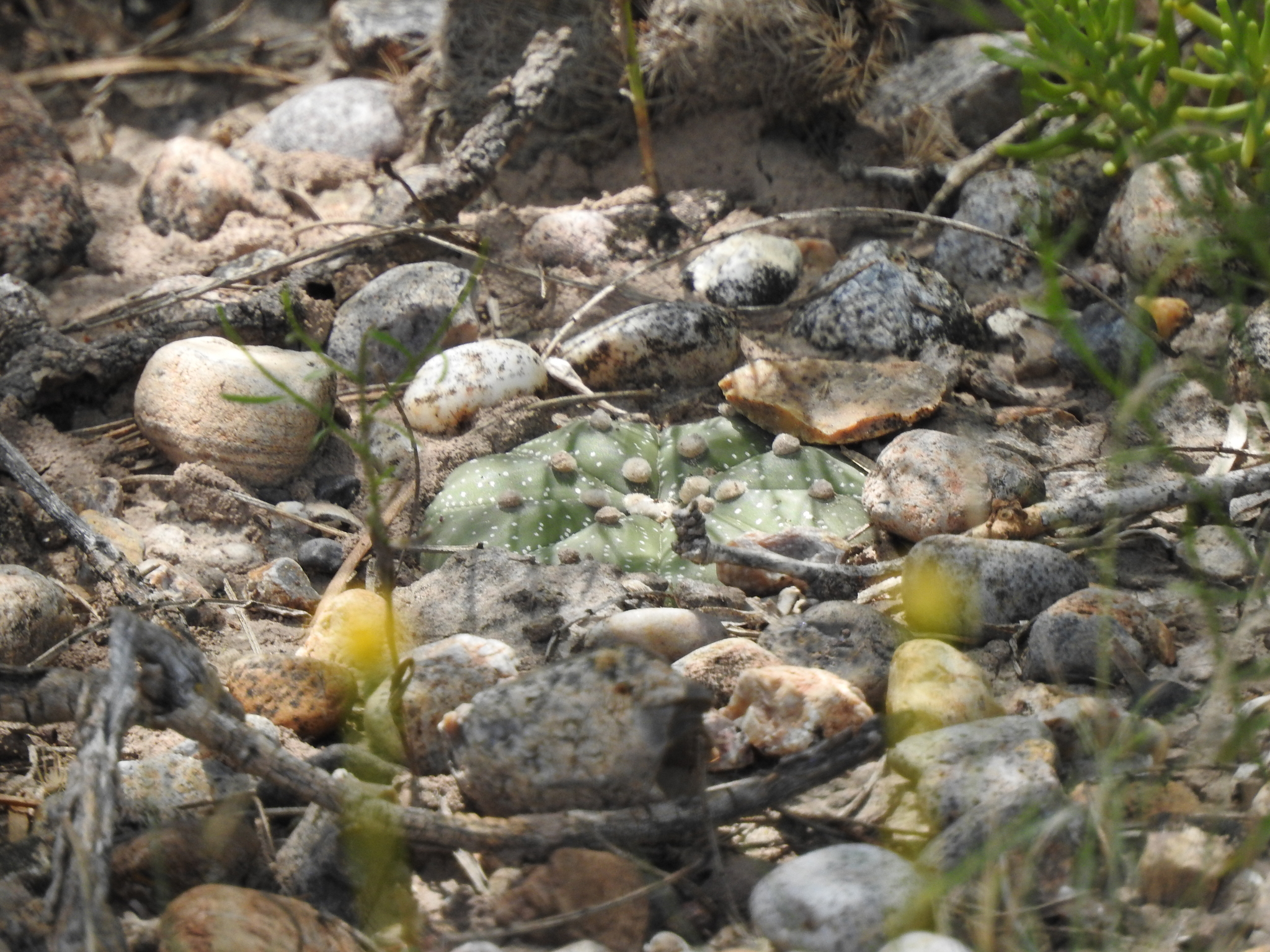
Planta con el tallo enterrado

En la Lista Roja de Especies Amenazadas de la UICN, la especie está clasificada como “Vulnerable (VU)”.
Además, está incluida en el Apéndice I de la Convención sobre el Comercio Internacional de Especies Amenazadas de Fauna y Flora Silvestres (CITES), lo que significa que el comercio internacional de especímenes recolectados en la naturaleza está prohibido. Sin embargo, a pesar de esta protección, la recolección ilegal continúa amenazando el futuro de esta especie.De hecho, su declive en la naturaleza se ha atribuido en gran medida a la recolección excesiva y la caza furtiva. Además, a veces se cosecha accidentalmente debido a su similitud con el peyote (Lophophora williamsii).
Otros factores que afectan a esta especie son la destrucción de su hábitat, debido al desarrollo urbano y los herbicidas. 

## Importancia económica y cultural

### Cultivo

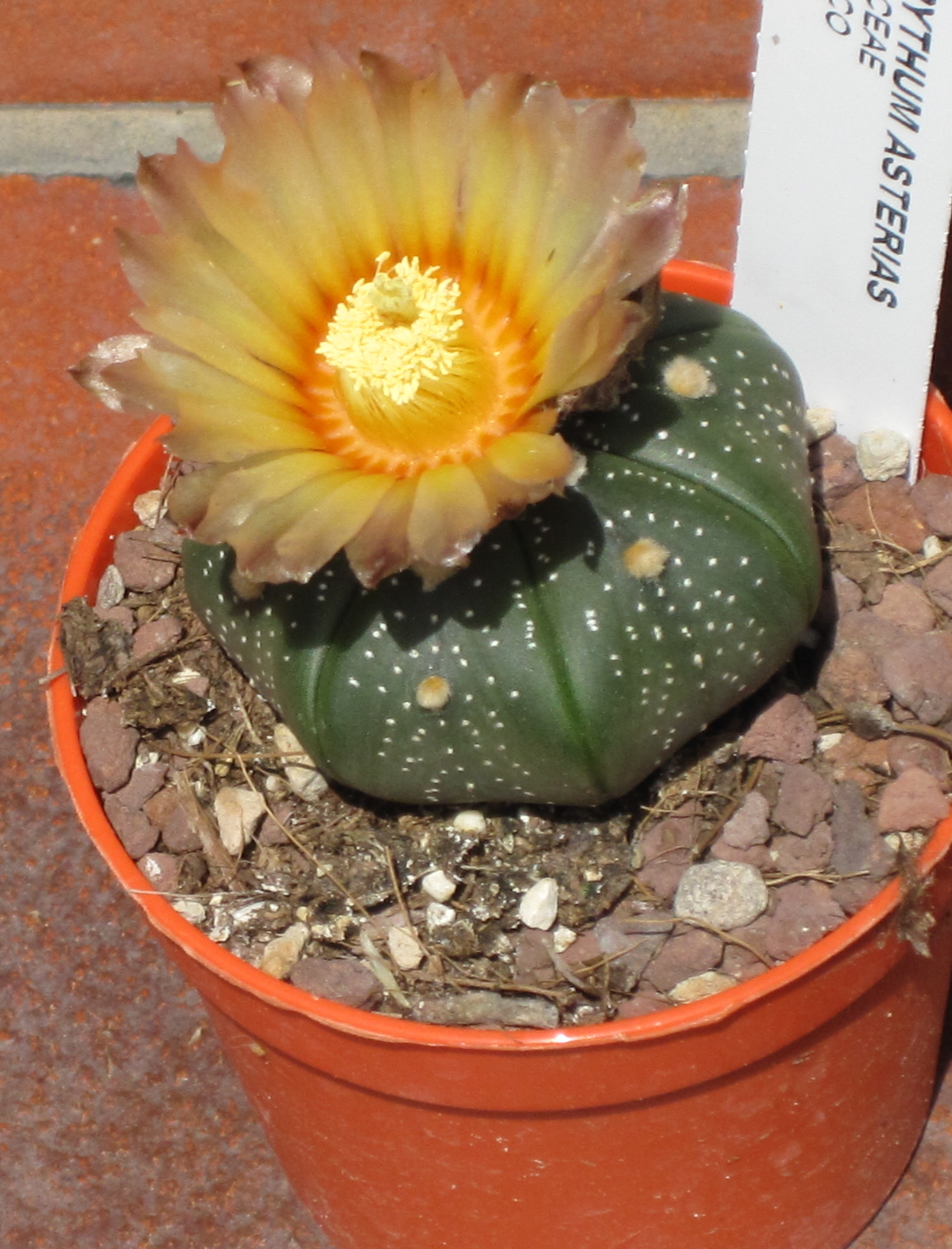
Cultivo en maceta

La especie se ha cultivado como planta ornamental desde la década de 1840, al igual que otros miembros de su género y a pesar de su rareza en la naturaleza. Se propaga fácilmente a partir de semillas, por lo que la mayoría de las plantas que se encuentran en los viveros se cultivan a partir de éstas. 
Son de crecimiento lento, tardando unos 6 años en florecer por primera vez. Necesitan de un sustrato de drenaje rápido, pues no tolera el exceso de agua y es muy sensible a la podredumbre de la raíz. También necesitan de una iluminación alta para que puedan desarrollarse en óptimas condiciones. Para poder reproducirse, es necesario cruzar dos plantas, tal como ocurre en las otras especies del género Astrophytum. 
Además existen numerosas variedades, como el llamado "Súper Kabuto", que se distingue fácilmente de la original debido a su epidermis, que no presenta puntos, sino un mosaico de manchas blancas que le otorgan un aspecto llamativo y único.O la variedad Astrophytum asterias var. nudum, sin la característica cubierta de escamas blancas (tricomas). 

### Otros usos
Astrophytum asterias contiene una serie de alcaloides usados para ceremonias y medicina por los nativos mexicanos, de ahí que también se le conozca como “Peyotillo”. 

## Galería

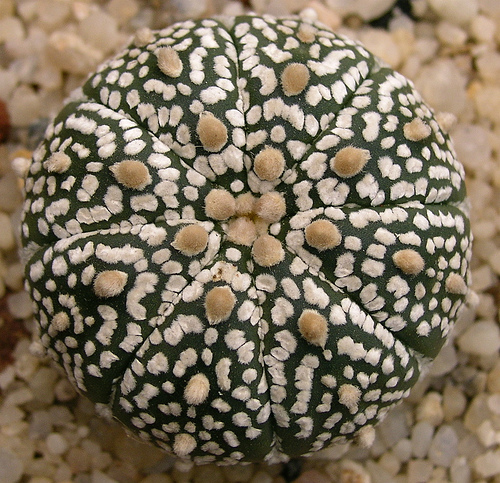
Variedad súper kabuto
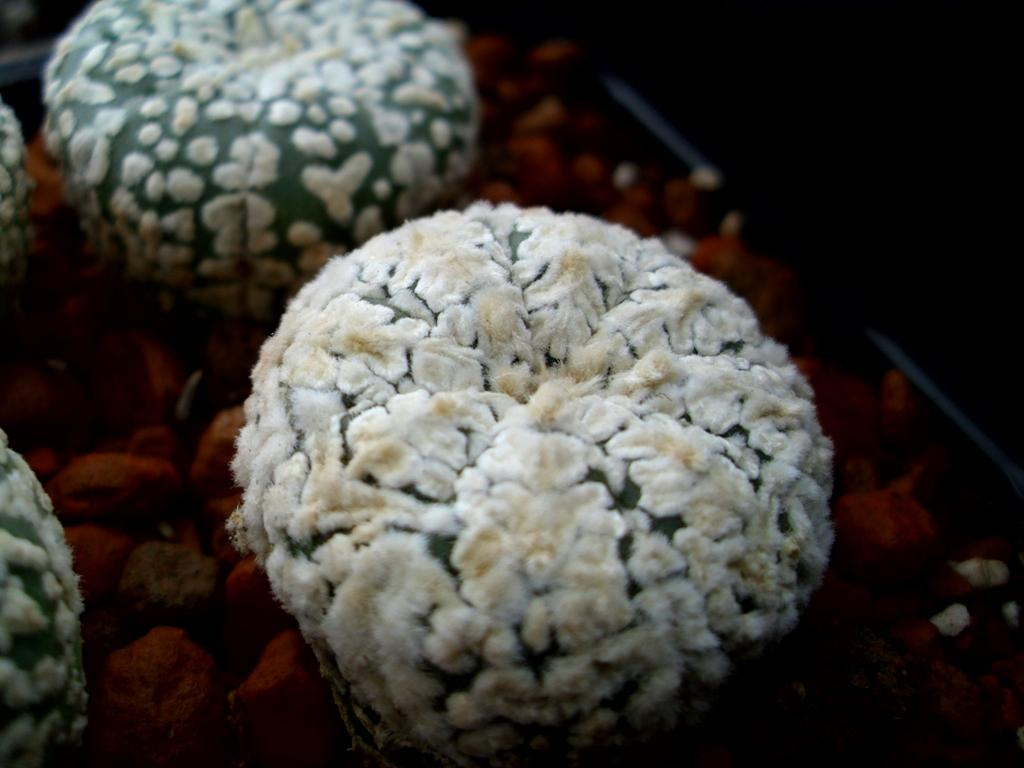
Variedad súper kabuto
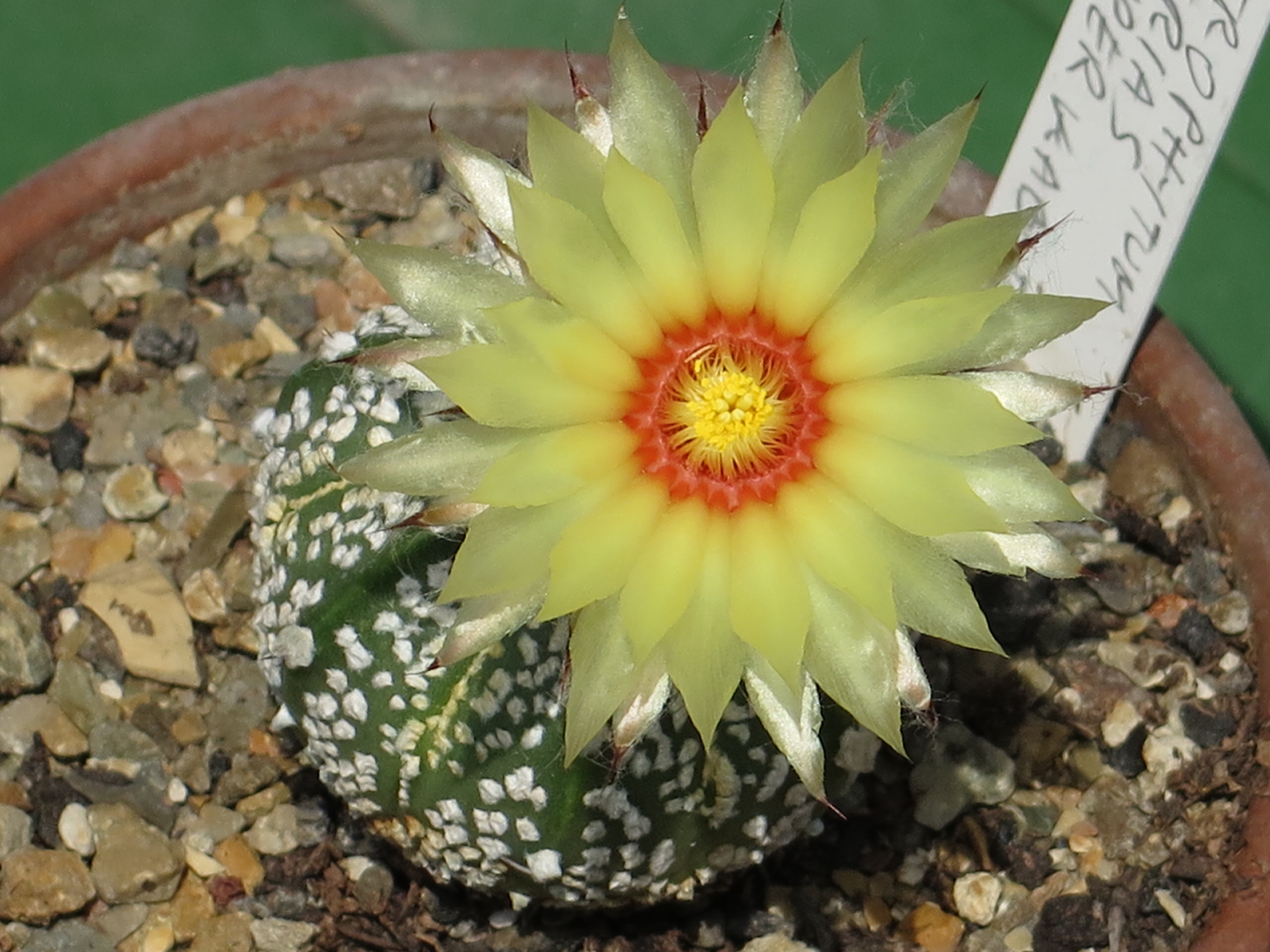
Var. súper kabuto en flor
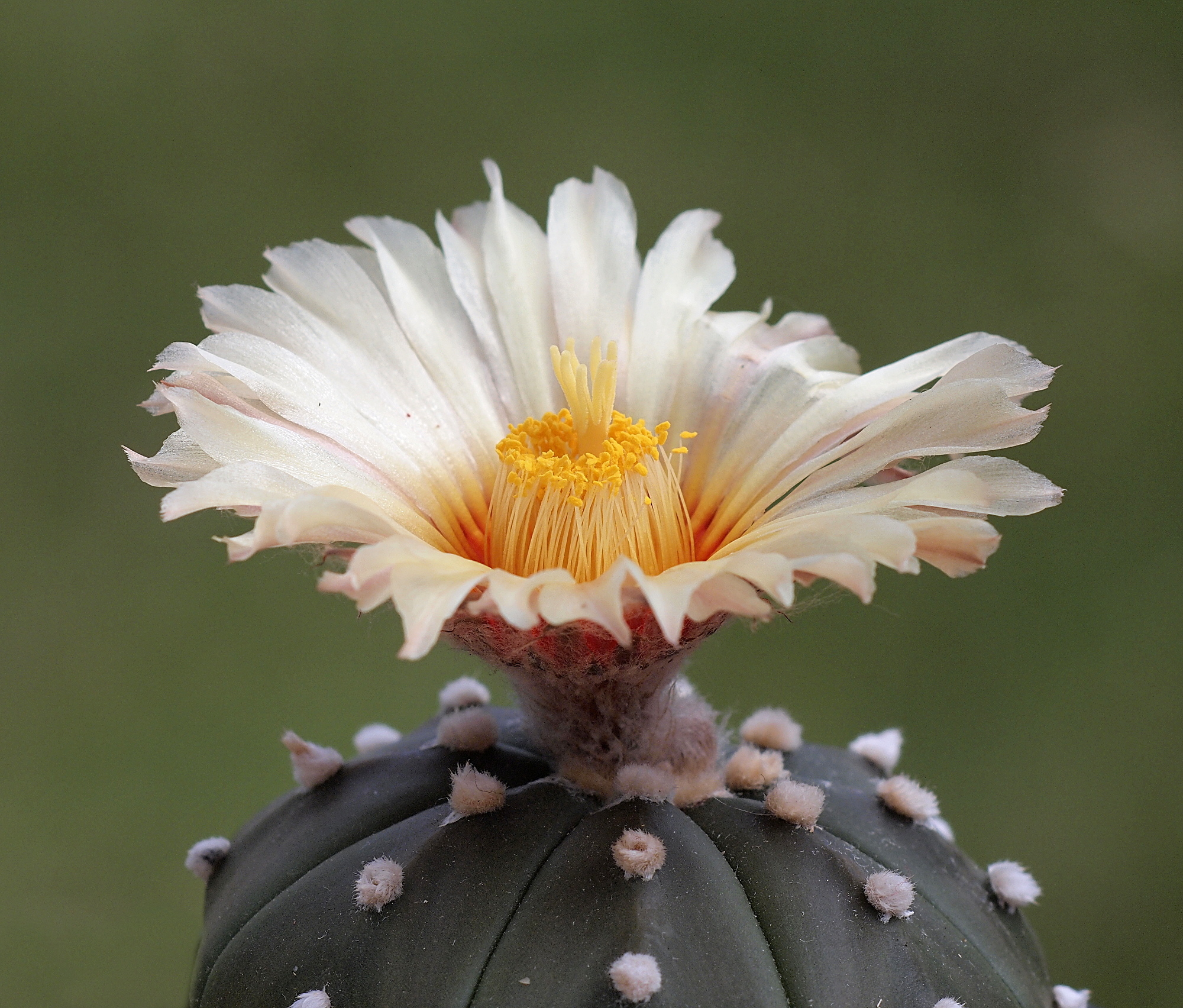
Variedad nudum en flor
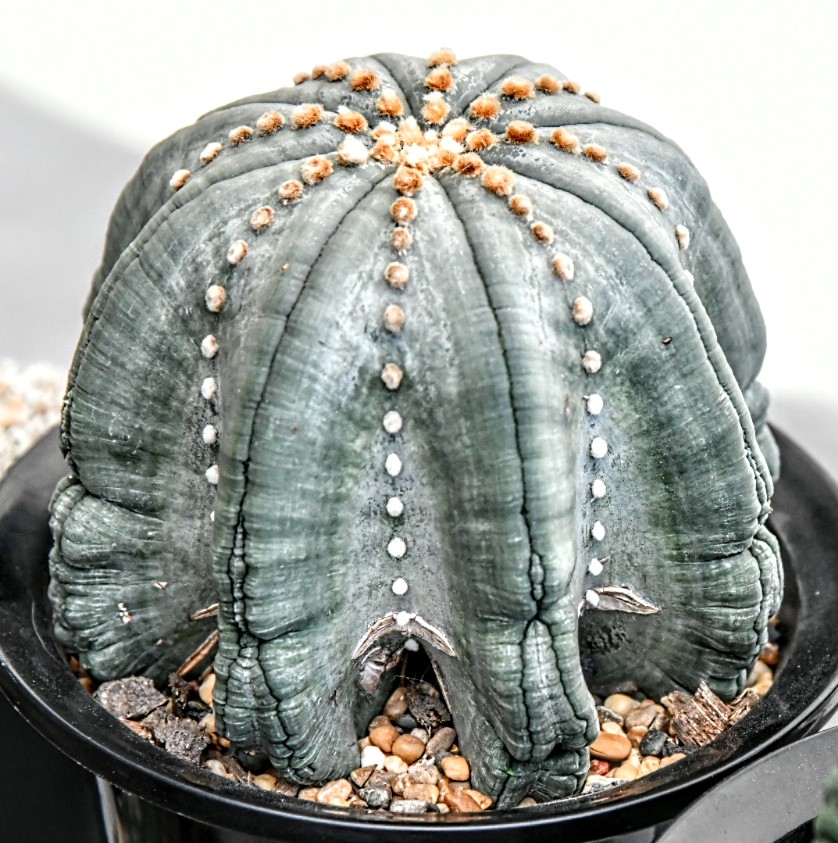
Variedad nudum